# 磐田市
磐田市（日语：／ Iwata shi */?）為日本靜岡縣西部地区的市。過去為磐田郡的一部份。

## 地理
位于靜岡縣西部，天龍川東岸的磐田原台地上。
- 沼：桶谷沼
- 海岸：遠州灘

### 相鄰的自治体
- 濱松市中央区、濱名区、天龍区
- 袋井市
- 周智郡森町

## 友好城市

### 國外
姐妹市
- 菲律賓 邦阿西楠省達古潘市（Dagupan）
1975年（昭和50年）2月19日 締結
- 美国 加州山景城（Mountain View）
1976年（昭和51年）6月4日 締結

### 國內
友好都市
- 長野縣駒根市
  - 1967年（昭和42年）1月12日締結。
- 長野縣下伊那郡喬木村
  - 1983年（昭和58年）11月21日與龍洋町締結
- 長野縣伊那市
  - 原為上伊那郡長谷村，1984年（昭和59年）8月1日與福田町締結
- 長野縣中野市
  - 原為下水內郡豐田村，2003年（平成15年）5月3日與豐田町締結

## 圖片

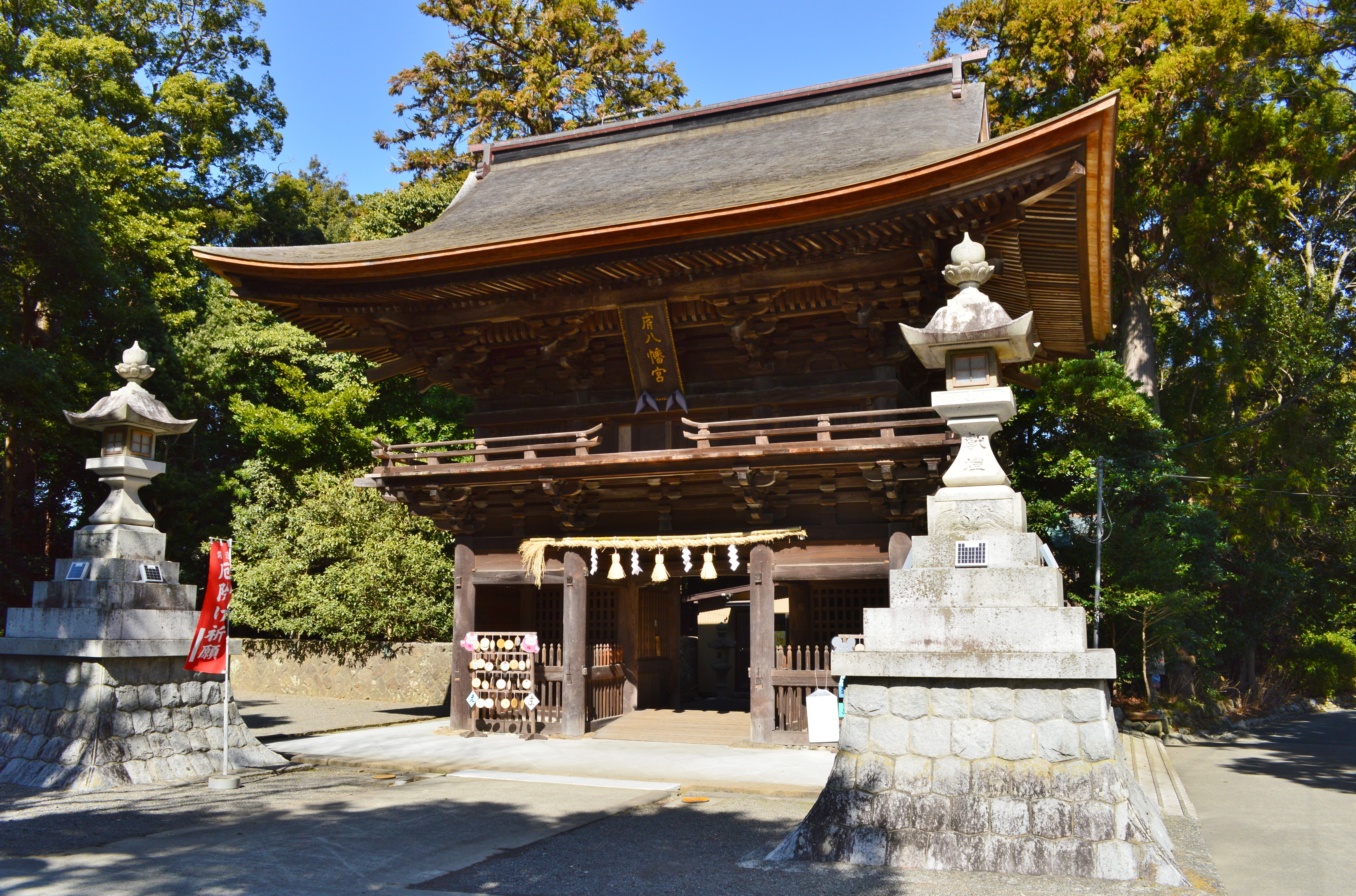
府八幡宮
淡海國玉神社
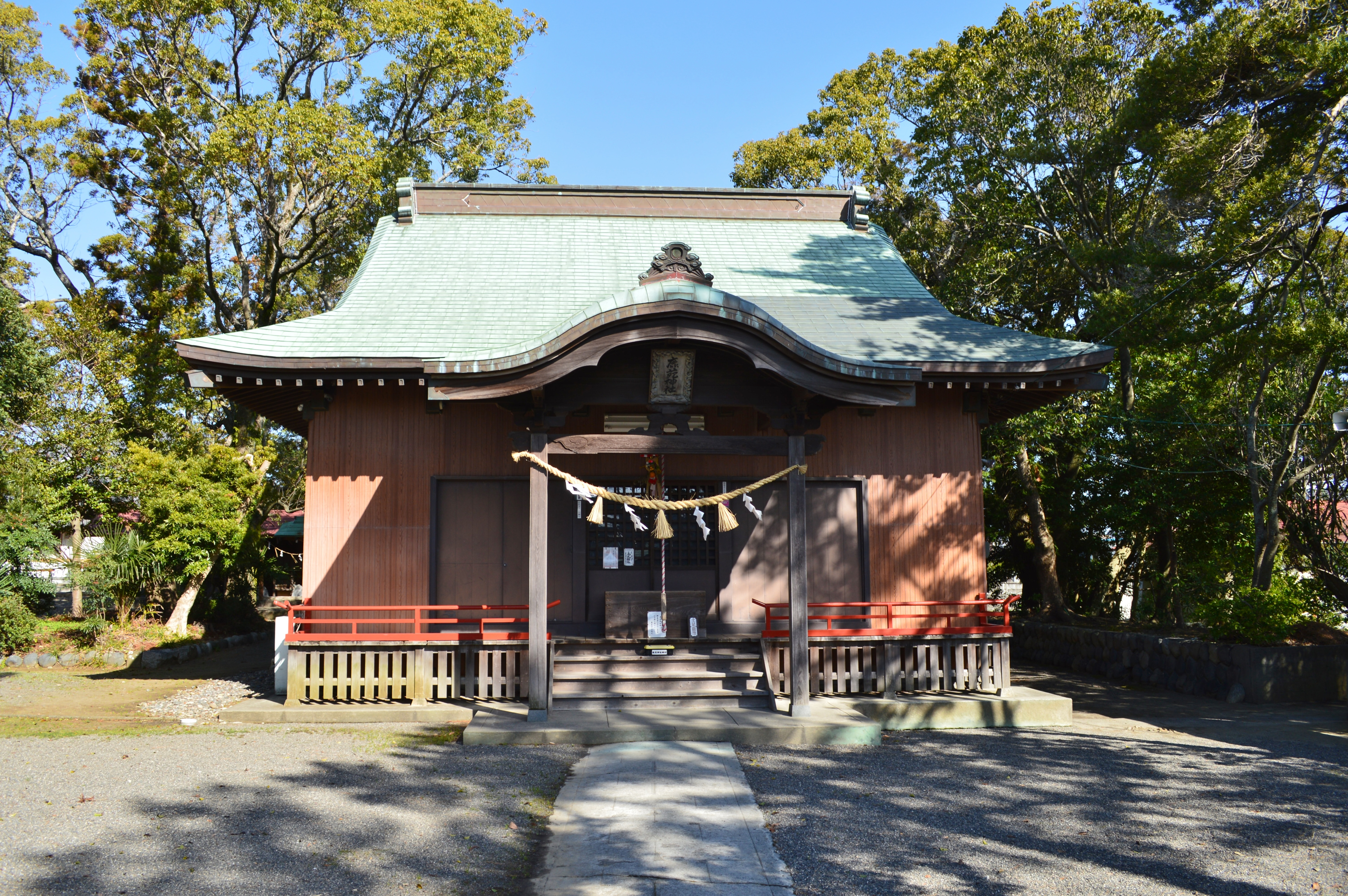
鹿苑神社
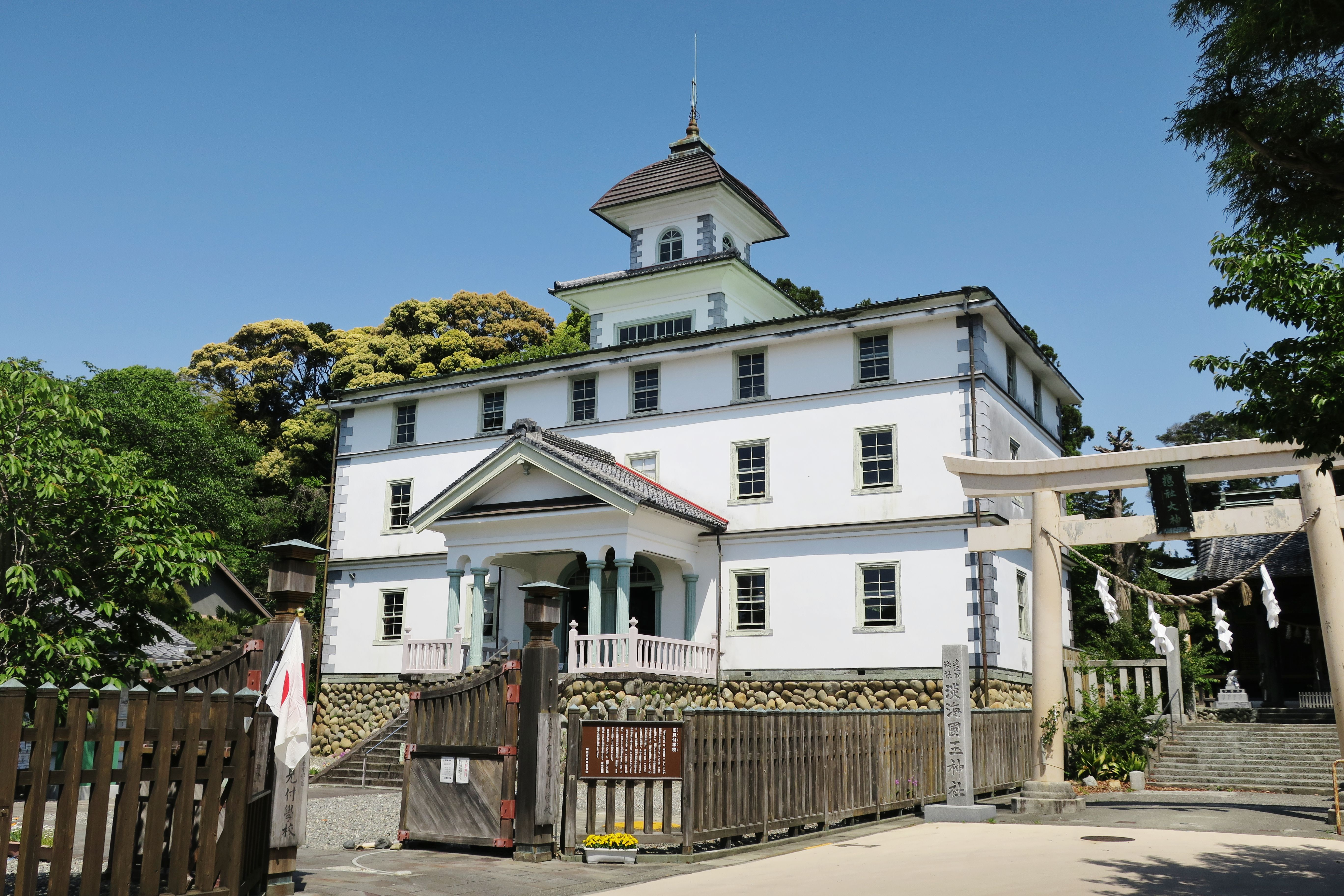
舊見付學校
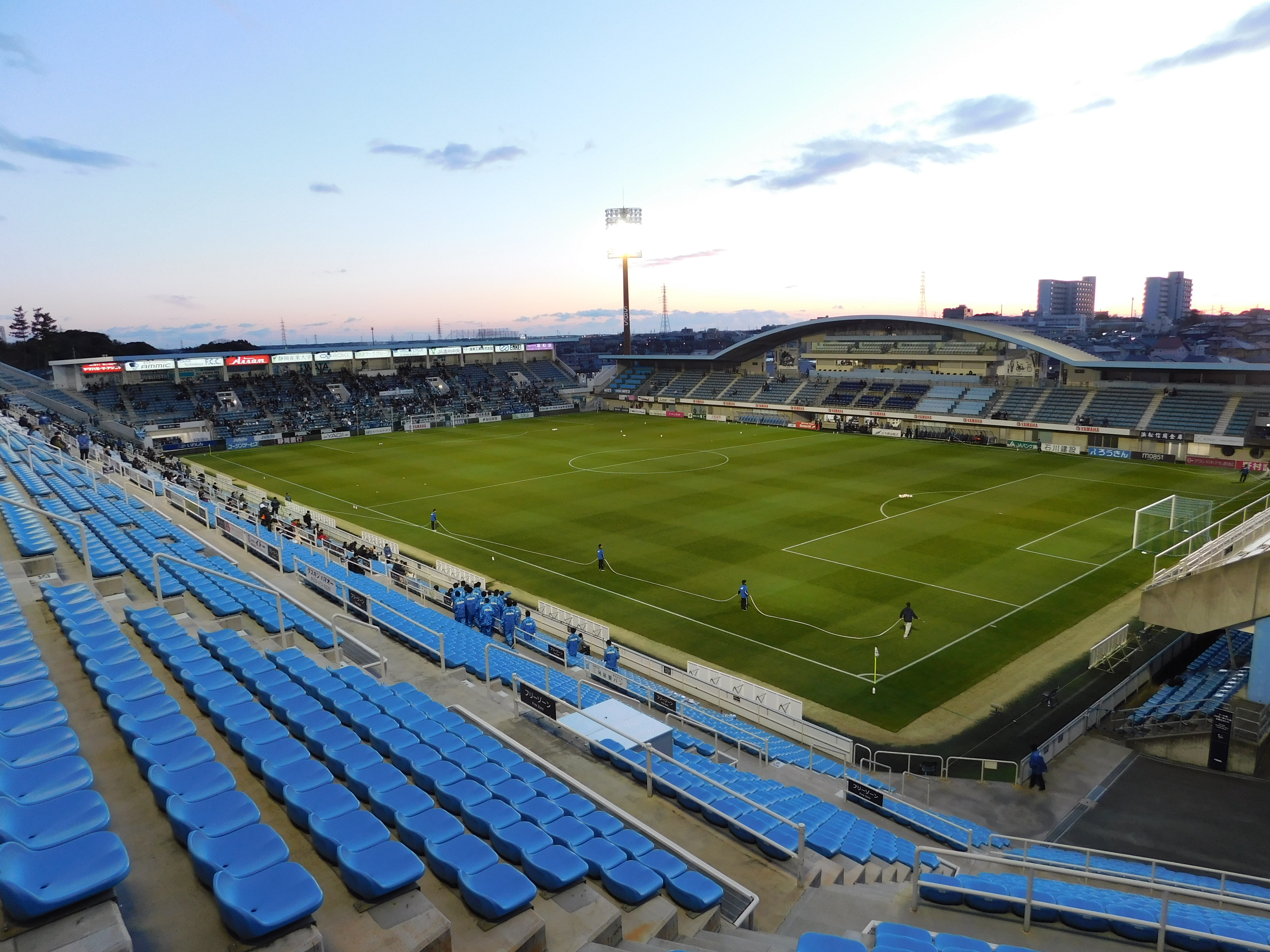
山葉球場
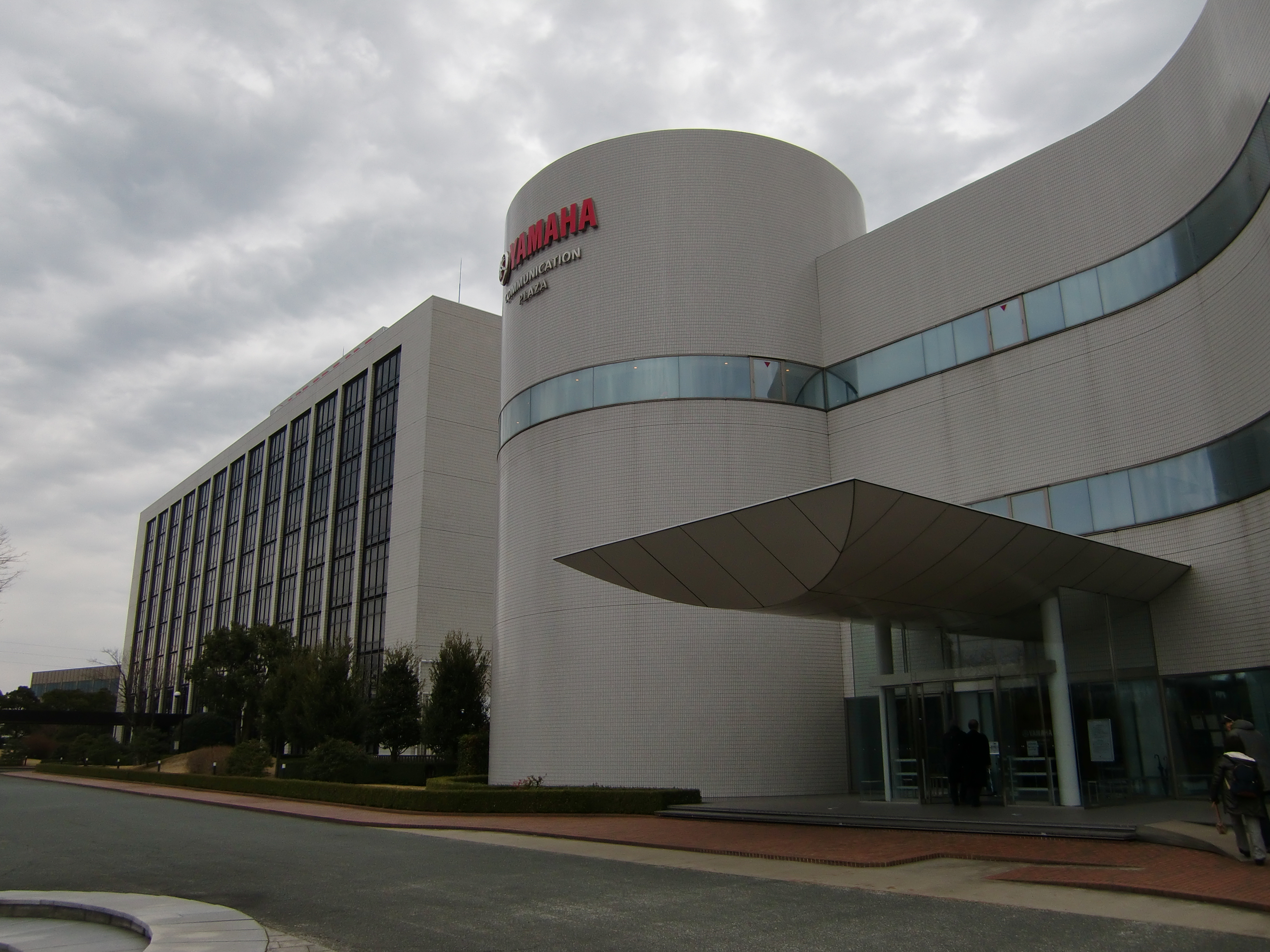
山葉交流廣場
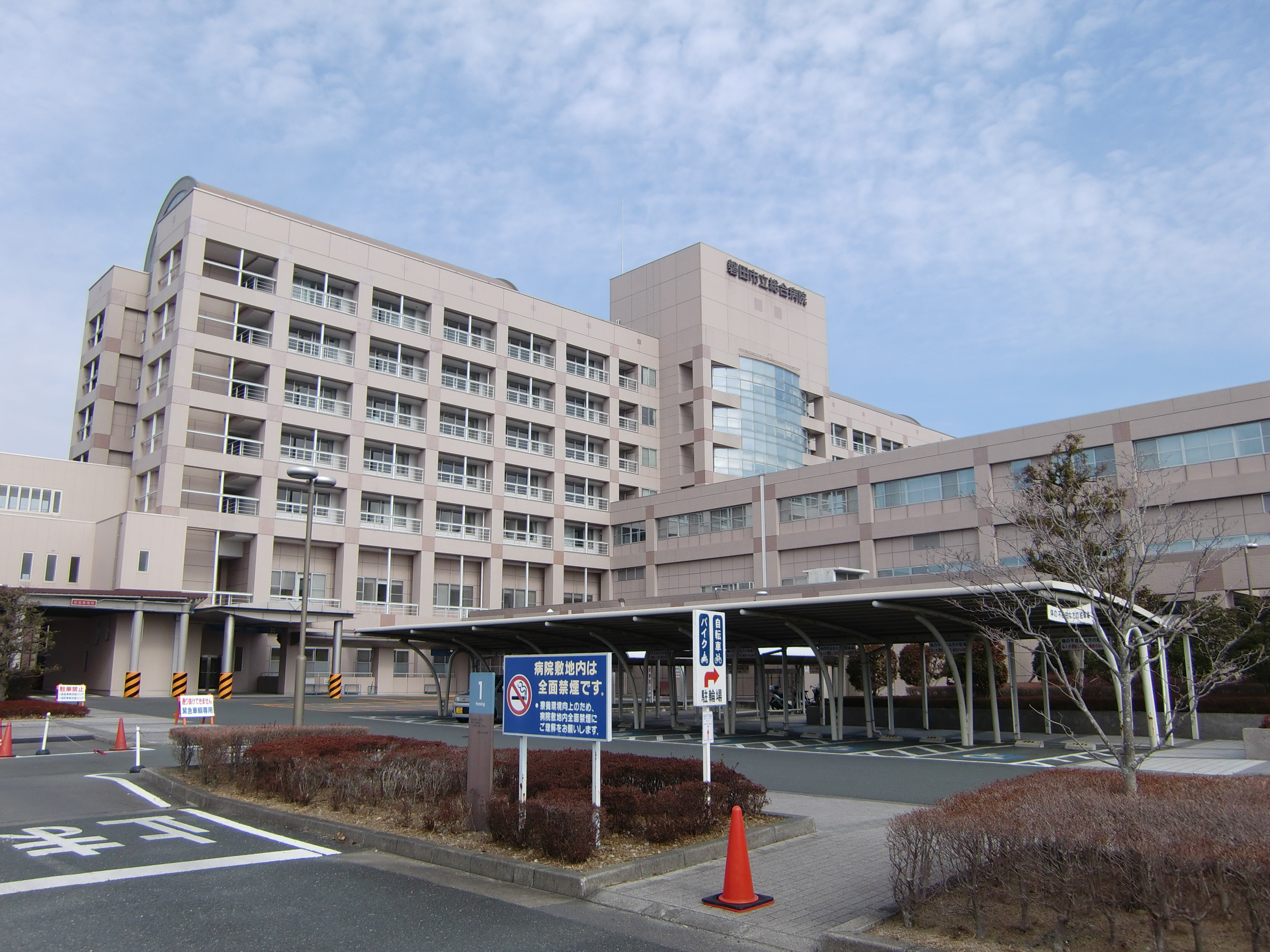
磐田市立總合病院
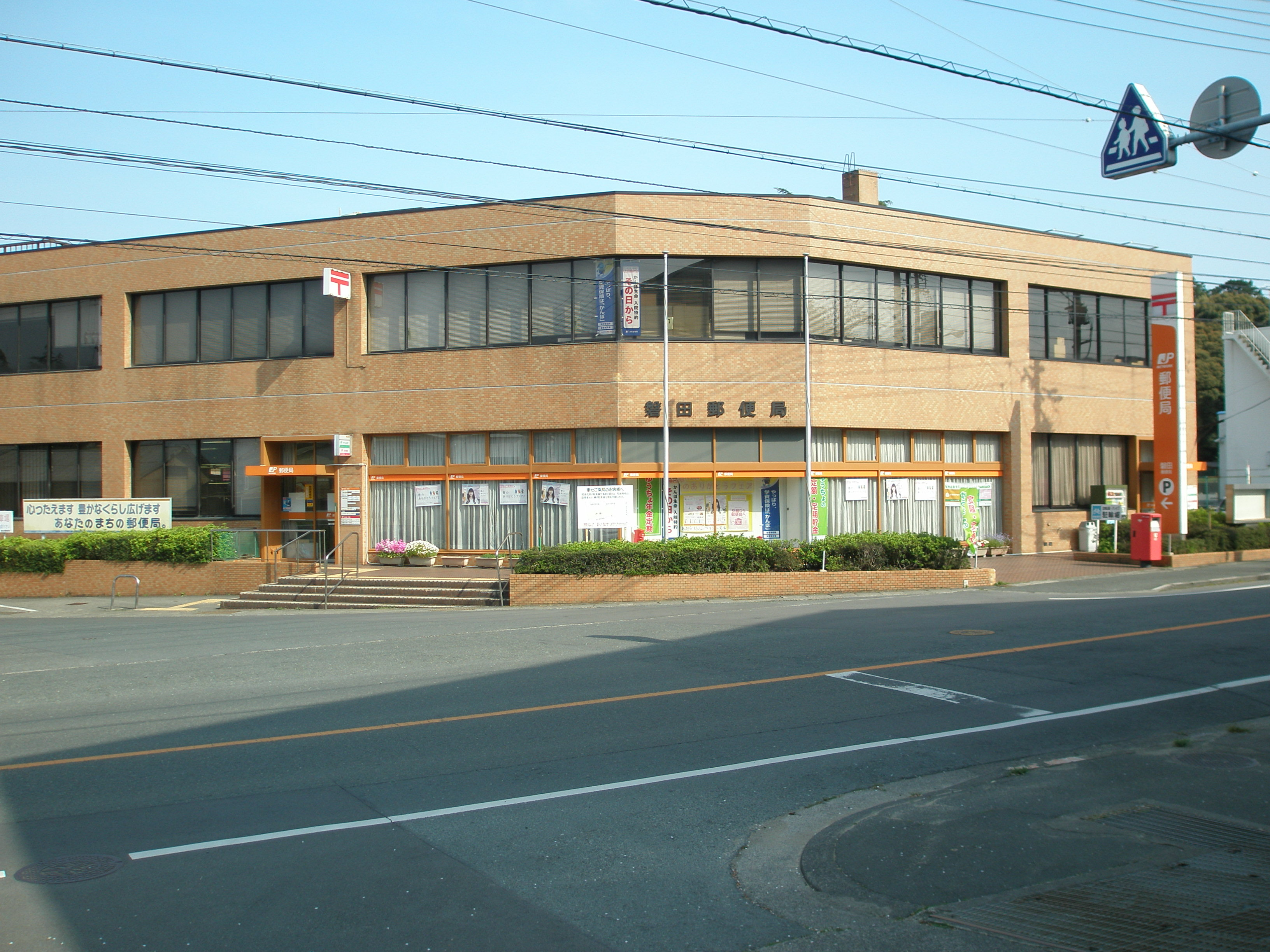
磐田郵便局

## 外部連結
- 维基共享资源上的相關多媒體資源：磐田市
- OpenStreetMap上有關磐田市的地理
- （日語） 官方网站
- （日語） 維客旅行上的磐田市 （页面存档备份，存于）